# 제프 쿠프우드

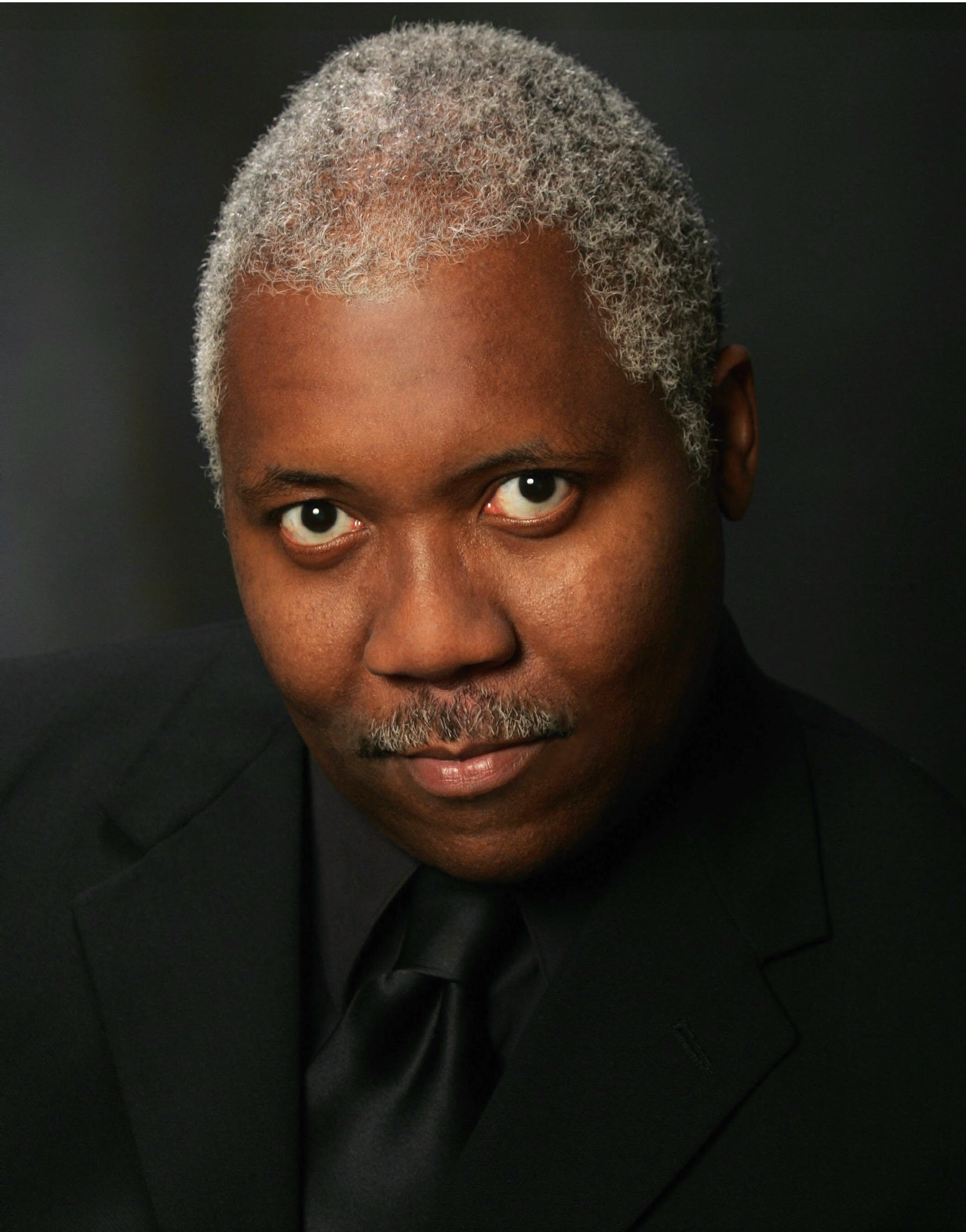

제프 쿠프우드(Jeff Coopwood, 1958년 6월 29일 ~ )는 미국의 가수, 연극 배우, 텔레비전 배우, 성우이다.
시카고에서 태어났다.

## 영화
- 슈퍼뉴머레리 (2011년) - 프랑크프루트 역
- 쏜베리의 가족 탐험대 - 극장판 (2002년)
- 베토벤 4 (2001년)
- 러브 앤 베스킷볼 (2000년) - 게임 아나운서 역
- 그린 마일 (1999년)
- 비버리힐즈의 아이들 (1990년)